# Alpha-synuclein
 α-Synuclein  eller  alpha-synuclein  er et protein, der findes i den menneskelige hjerne primært i præsynaptiske terminaler. α-Synuclein kan også være til stede i små mængder i hjertet, musklerne og andre væv.
α-Synuclein har specielt tiltrukket sig opmærksomheden, da det er stærkt impliceret i udviklingen af adskillige neurodegenerative sygdomme, nu kollektivt kendt som synukleinopatier: Parkinsons sygdom og relaterede tilstande, bl.a. demens med lewy legemer (DLB) og multiple system atrophy (MSA). Ved disse sygdomme medfører ophobningen af aggregater i neuronerne en ubalance, som kan resultere i nedsatte cellulære funktioner og celledød.
Den nøjagtige funktion af α-synuclein er ikke kendt, men det er blevet foreslået at være involveret i synaptisk funktion og plasticitet, såvel som i reguleringen af dopaminfrigivelse, som er en kritisk neurotransmitter i reguleringen af bevægelse.

## Biokemi
Alpha-synuclein er opbygget af 140 aminosyrer og er i mennesker kodet af SNCA-genet.
Aggregering af α-synuclein fremstår som den mest sandsynlige molekylære proces, der starter den neurodegenerative proces, der leder til synukleinopati. Aggregering fremstår som en følge af den manglende indre struktur, hvor den store molekylære fleksibilitet faciliterer mange kompleksdannelser. Aggregeringen sker ikke alene mellem α-synuclein molekyler, men inddrager andre molekyler i opbygningen af molekylkomplekser, fibriller og makrostrukturer der hæmmer og afsporer cellernes normale funktioner. Aggregeringen bidrager således til fibrillering af amyloid-b og tau-proteinet, to nøgleproteiner i Alzheimers sygdom, hvilket antyder en central rolle for α-synuclein i neurodegeneration.